# Johann Crüger
Johann Crüger, lužic. Jan Krygaŕ (9. dubna 1598, Breesen u Gubenu – 23. února 1662, Berlín) byl německý hudební skladatel dolnolužického původu a autor luterských duchovních písní.
Od roku 1622 až do své smrti byl učitelem na berlínském gymnáziu Zum grauen Kloster a současně kantorem kostela sv. Mikuláše v Berlíně. Byl vydavatelem kancionálu Praxis pietatis melica.

## Životopis
Narodil jako syn krčmáře v dolnolužickém městě Groß Breesen (nyní součást Gubenu), které tehdy patřilo Braniborsku. Studoval na více školách, nejprve na latinské škole v Gubenu, později jako v Sorau a ve Vratislavi, dále na katolické Jezuitské koleji v Olomouci. Na umělecké škole Poetenschule v Řeznu ho vyučoval Paulus Homberger. Později studoval teologii na Wittenberské univerzitě. V roce 1615 se přestěhoval do Berlína, kde se začal věnovat skládání hudby.
V roce 1622 začal vyučovat na gymnáziu a propagovat sborový zpěv. Napsal i manuály pro hudební nástroje, asi nejznámější z nich je Synopsis musica z roku 1630. Z důvodu morové nákazy přišel o manželku a pět dětí. Z druhého manželství se mu narodilo 14 dětí, ale několik z nich zemřelo již v dětství. V roce 1640 vyšla jeho sbírka Neues vollkomliches Gesangbuch, která zahrnuje 18 melodií. V roce 1643 navázal spolupráci se známým skladatelem luterských písní Paulem Gerhardtem.

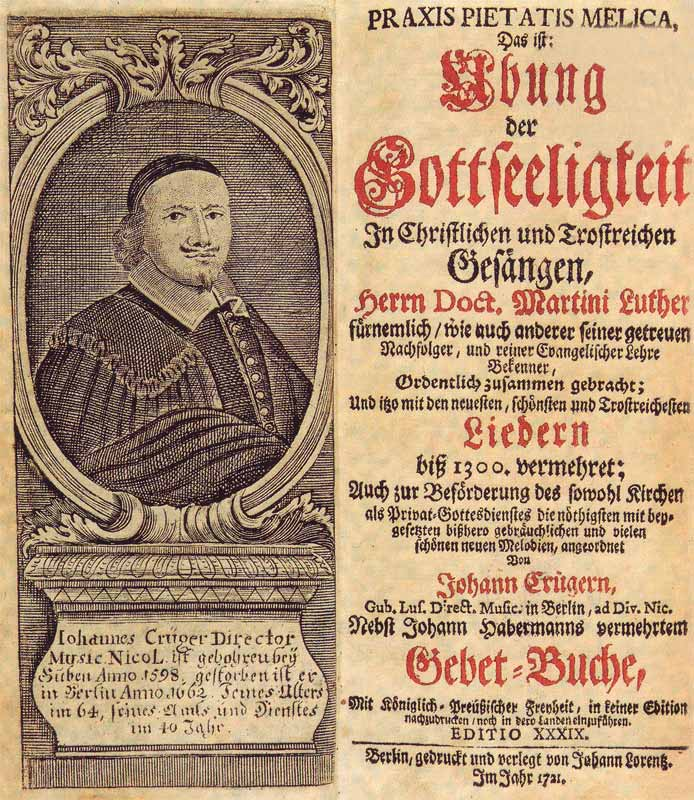
Praxis Pietatis Melica

Za jednu z nejdůležitějších sbírek německých chvalozpěvů v 17. století je považovaná Crügerova druhá sbírka, kancionál Praxis Pietatis Melica z roku 1644, který se v následujících století dočkal více než 50 vydání. Třetí sbírka Geistliche Kirchenmelodien z roku 1649 byla sestavena pro čtyři hlasy a doprovody klavíru a basů. Roku 1657 publikoval Crüger žaltář Psalmodia Sacra. V roce 1660 vyšel jeho hudební manuál Musicae Practicae Praecepta. Johann Crüger zemřel v Berlíně v roce 1662.